# نموذج دولوث
إن نموذج دولوث أو مشروع التدخل ضد العنف الأسري هو برنامج وضع للحد من العنف الأسري ضد المرأة. تم تطوير نموذج دولوث بواسطة شركة مينيسوتا لتطوير البرامج، وهي وكالة غير هادفة للربح في مدينة دولوث بولاية مينيسوتا. وقد قام بتأسيس البرنامج على نطاق واسع الناشطة الاجتماعية إلين بنس. وقد تم إلقاء الضوء على نموذج دولوث في الفيلم الوثائقي السلطة والتحكم: العنف الأسري في أمريكا (Power and Control: Domestic Violence in America).

## النشأة والنظرية
كان مشروع التدخل ضد العنف الأسري أول برنامج متعدد التخصصات يهدف إلى معالجة قضية العنف الأسري. يعمل هذا البرنامج التجريبي، الذي تم تطبيقه في مدينة دولوث بولاية مينيسوتا عام 1981, على تنسيق إجراءات مجموعة متنوعة من الوكالات التي تتعامل مع الصراع الأسري. وأصبح البرنامج نموذجًا للبرامج في الولايات القضائية الأخرى التي تسعى إلى التعامل بشكل أكثر فعالية مع العنف الأسري.
وفقا لنموذج دولوث، فإن «النساء والأطفال هم أكثر عرضة للعنف بسبب أوضاعهم الاجتماعية والاقتصادية والسياسية غير المتكافئة في المجتمع».
يستند نموذج دولوث إلى نموذج «العنف الأبوي». يركز النموذج فقط على استخدام الرجال للعنف في العلاقات التي بها إيذاء، بدلاً من التركيز على سلوك جميع الأطراف المعنية. ويساعد هذا الرجال في التركيز على تغيير سلوكهم الشخصي كي لا يمارسوا العنف في أي علاقة.

## الفعالية
وجدت دراسة أمريكية نشرت في عام 2002 برعاية الحكومة الاتحادية أن المعتدين الذين أكملوا برامج قائمة على «نموذج دولوث» هم أقل عرضة لتكرار أعمال العنف الأسري من أولئك الذين لا يكملون أي برنامج تدخل.
وجدت دراسة أجريت عام 2005 بقيادة لاري بينيت، أستاذ الخدمة الاجتماعية في جامعة إلينوي في شيكاغو وخبير في برامج التدخل في حالات الضرب، أنه من بين 30 ضاربًا خضعوا لبرامج التدخل في مقاطعة كوك بولاية إلينوي أعيد اعتقال 15% من ممارسي الضرب الذين أكملوا البرامج بتهمة العنف الأسري، مقارنة بـ 37% من الذين خرجوا من البرامج. ومع ذلك، قال بينيت أن تلك الدراسات لا معنى لها إلى حد كبير لأنها تفتقر إلى مجموعة رقابية مناسبة. وأضاف أن المشاركين الذين أتموا برامج مكافحة العنف الأسري من المرجح أن يكون لديهم دوافع أكثر من غيرهم لتحسين سلوكهم، وأقل ميلاً إلى ارتكاب العنف مرة أخرى.

## الانتقادات
يقول النقاد أن هذه البرامج التي تستند إلى نموذج دولوث قد تتجاهل الأبحاث التي تربط بين العنف الأسري وتعاطي المواد المخدرة والمشاكل النفسية، مثل اضطرابات الاحتجاز، ويعود هذا العنف إلى اعتداءات الطفولة أو الإهمال أو الافتقار إلى التنشئة الاجتماعية والتدريب الكافي. ينتقد البعض نموذج دولوث لأنه تصادمي أكثر منه علاجي مع التركيز فقط على تغيير أفعال المعتدي وسلوكه بدلاً من علاج القضايا النفسية والعاطفية الكامنة وراء تلك الممارسات العنيفة. وصرح دونالد دوتون، أستاذ علم النفس في جامعة كولومبيا البريطانية والذي درس الشخصيات العنيفة بأنه: «طور نموذج دولوث بعض الأشخاص الذين لا يعرفون شيئا عن العلاج»;

## وصلات خارجية
- Minnesota Program Development, Inc.
- Muslim Wheel of Domestic Violence a variation of the Duluth Power and Control Wheel
- “Power and Control: Domestic Violence in America” a documentary film and web site focusing on the Duluth Model. Founders Ellen Pence and Michael Paymar are interviewed in the film, with excerpts and transcripts on the web